# Diocesi di Ciparissia
La diocesi di Ciparissia (in latino: Dioecesis Cyparissiensis) è una sede soppressa e sede titolare della Chiesa cattolica.

## Storia
Ciparissia è un'antica sede vescovile del Peloponneso in Grecia, suffraganea dell'arcidiocesi di Patrasso nel patriarcato di Costantinopoli. Successivamente, in epoca ottomana, divenne arcivescovado metropolitano con il titolo di Cristianopoli.
La sede è sconosciuta a Michel Le Quien, nella sua opera Oriens christianus, probabilmente perché tardiva, e nessuno dei suoi vescovi è noto.
Dal 1933 Ciparissia è annoverata tra le sedi vescovili titolari della Chiesa cattolica; la sede è vacante dal 26 aprile 1969.

## Cronotassi dei vescovi titolari
- Alfred-Arthur Le Pailleur, C.S.C. † (8 marzo 1951 - 12 aprile 1952 deceduto)
- Joseph Oliver Bowers, S.V.D. † (27 novembre 1952 - 8 gennaio 1953 nominato vescovo di Accra)
- Paul Etoga † (3 luglio 1955 - 24 giugno 1961 nominato vescovo di Mbalmayo)
- Gregorio Garavito Jiménez, S.M.M. † (4 dicembre 1961 - 26 aprile 1969 nominato vescovo di Villavicencio)